# Violant de Courtenay
Violant de Courtenay —en francès Yolande de Courtenay, en hongarès Courtenay Jolánta— (1200 – 1233) fou la segona esposa del rei Andreu II d'Hongria i, per tant, reina consort d'aquest estat.
Violant era filla del comte de Courtenay Pere II i la seva segona muller, Violant de Flandes, germana dels emperadors llatins de Constantinoble Balduí I i Enric I.
El seu oncle, l'emperador Enric I, va organitzar el seu casament amb Andreu II d'Hongria, que havia enviudat el 24 de setembre de 1213 de la seva primera esposa, Gertrudis, assassinada durant una conspiració. La boda tingué lloc en febrer de 1215, a Székesfehérvár i l'arquebisbe Joan d'Esztergom va ser l'encarregat de coronar la reina consort. Això no obstant, Robert, bisbe de Veszprém, es va queixar al papa Innocenci III, ja que considerava que la coronació de la reina consort d'Hongria era tradicionalment un privilegi de la seva seu. El Papa va enviar un legat per investigar la denúncia i va confirmar el privilegi del bisbat de Veszprém.
Després de la mort del seu oncle, l'11 de juliol de 1216, el seu espòs va fer plans per a apoderar-se de la corona imperial, però els barons de l'Imperi llatí van proclamar son pare, Pere II de Courtenay.
Violant va mantenir bones relacions amb els fills del primer matrimoni del seu marit. Va morir abans que el seu espòs (1233) i va ser soterrada a l'abadia del Cister d'Egres, a l'actual Romania.

## Núpcies i descendents
Segona esposa d'Andreu II d'Hongria amb qui es va casar en Febrer de 1215. Tingueren una filla:
- Violant d'Hongria (v. 1215 – 1251), esposa del rei Jaume I d'Aragó.